# Remy Ma

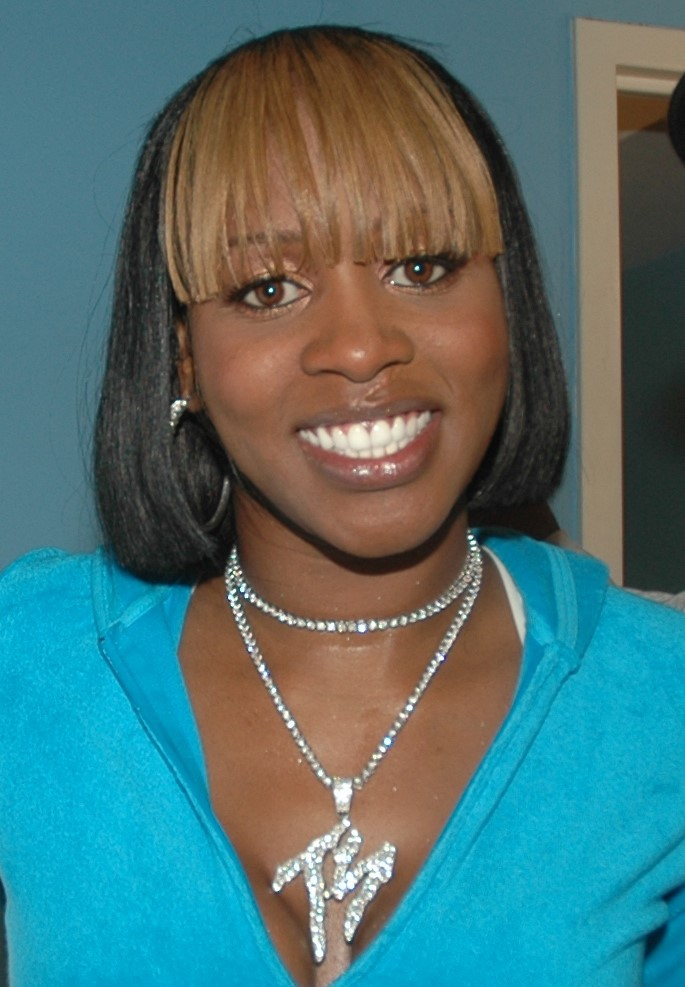
Remy Ma (2005)

Remy Ma (* 30. Mai 1980 in Bronx, New York; bürgerlich Reminisce Smith) ist eine US-amerikanische Rapperin.

## Werdegang
Am 7. Februar 2006 erschien Remy Mas Debütalbum There’s Something About Remy: Based on a True Story über SRC Records. Es beinhaltet Gastbeiträge von der Sängerin Keyshia Cole sowie Ne-Yo, Big Pun, Fat Joe und Ivy Queen und wurde von Scott Storch, Swizz Beatz, The Alchemist und Cool & Dre produziert. Das Album wurde in der ersten Woche 37.000-mal verkauft und stieg auf Platz 33 der Billboard-200-Album-Charts ein. Als Singles wurden die Titel Whuteva, Conceited und Feels So Good ausgekoppelt.
Einige Monate nach der Veröffentlichung ihres Debütalbums verließ Remy Ma die Gruppe Terror Squad. Im Anschluss an die Trennung folgte ein Diss-Song der Rapperin gegen Fat Joe. Zu dem Lied Weatherman wurde außerdem ein Video gedreht.
2007 erschien The BX Files über das Label Sure Shot Recordings. Darauf waren unter anderem Papoose und Jae Millz als Gäste vertreten. Nach ihrem Gefängnisaufenthalt hat sie ein gemeinsames Album mit Fat Joe mit dem Titel Plata O Plomo veröffentlicht. Die erste Veröffentlichung aus dem Album All the Way Up mit French Montana war ein Erfolg. Neben dem gemeinsamen Projekt mit Fat Joe arbeitet Remy an ihrem Album Seven Winters & Six Summers. Remy Ma ist zudem auf dem Remix zum Song I Don’t mit Mariah Carey und YG zuhören. Die zweite Veröffentlichung aus dem Album ist Money Showers mit Ty Dolla Sign.

## Vorwürfe des versuchten Mordes
Am 14. Juli 2007 wurde Remy Ma in Haft genommen. Ihr wurde vorgeworfen, eine 23-jährige Frau vor einem Nachtclub nach einem Streit angeschossen zu haben. Makeda Barnes-Joseph, die Betroffene, welche zuvor fünfzehn Jahre mit Remy Ma befreundet gewesen war, wurde nicht lebensgefährlich verletzt. Remy Ma gab an, dass sich der Schuss versehentlich gelöst hatte. Am 27. März 2008 befand ein Gericht in Manhattan sie für schuldig. Remy Ma wurde am 12. Mai 2008 zu acht Jahren Haft verurteilt. Nach sechs Jahren kam sie am 1. August 2014 wieder auf freien Fuß.

## Diskografie

### Studioalben
| Jahr | Titel                                               | Höchstplatzierung, Gesamtwochen, AuszeichnungChartsChartplatzierungen (Jahr, Titel, Platzierungen, Wochen, Auszeichnungen, Anmerkungen) | Anmerkungen                                        |
| Jahr | Titel                                               | US | Anmerkungen                                        |
| ---- | --------------------------------------------------- | --- | -------------------------------------------------- |
| 2006 | There’s Something About Remy: Based on a True Story | US33 (5 Wo.)US | Erstveröffentlichung: 7. Februar 2006              |
| 2017 | Plata o Plomo                                       | US44 (5 Wo.)US | Erstveröffentlichung: 10. Februar 2017 mit Fat Joe |

### Mixtapes
- 2004: Lean Back with Fat Joe
- 2007: The B.X. Files
- 2014: Im Around
- 2015: Remy on the Rocks

### Singles
| Jahr | Titel Album                                                                                  | Höchstplatzierung, Gesamtwochen, AuszeichnungChartplatzierungen (Jahr, Titel, Album, Platzierungen, Wochen, Auszeichnungen, Anmerkungen) | Höchstplatzierung, Gesamtwochen, AuszeichnungChartplatzierungen (Jahr, Titel, Album, Platzierungen, Wochen, Auszeichnungen, Anmerkungen) | Höchstplatzierung, Gesamtwochen, AuszeichnungChartplatzierungen (Jahr, Titel, Album, Platzierungen, Wochen, Auszeichnungen, Anmerkungen) | Höchstplatzierung, Gesamtwochen, AuszeichnungChartplatzierungen (Jahr, Titel, Album, Platzierungen, Wochen, Auszeichnungen, Anmerkungen) | Höchstplatzierung, Gesamtwochen, AuszeichnungChartplatzierungen (Jahr, Titel, Album, Platzierungen, Wochen, Auszeichnungen, Anmerkungen) | Anmerkungen                                                                       |
| Jahr | Titel Album                                                                                  | DE | AT | CH | UK | US | Anmerkungen                                                                       |
| ---- | -------------------------------------------------------------------------------------------- | --- | --- | --- | --- | --- | --------------------------------------------------------------------------------- |
| 2001 | Ante Up (Remix) Warriorz                                                                     | DE21 (19 Wo.)DE | AT30 (12 Wo.)AT | CH15 (18 Wo.)CH | UK7 (10 Wo.)UK | — | Erstveröffentlichung: 17. April 2001 M.O.P. feat. Busta Rhymes, Tephlon & Remy Ma |
| 2004 | Lean Back True Story                                                                         | DE46 Gold · (9 Wo.)DE | — | CH28 (10 Wo.)CH | UK24 Silber · (12 Wo.)UK | US1 Gold + Gold (Mastertone) · (31 Wo.)US                                                                                                | Erstveröffentlichung: 1. Juni 2004 mit Fat Joe als Teil vom Terror Squad          |
| 2004 | Take Me Home True Story                                                                      | — | — | — | — | US62 (16 Wo.)US | Erstveröffentlichung: 7. August 2004 mit Fat Joe als Teil vom Terror Squad        |
| 2005 | Conceited (There’s Something About Remy) There’s Something About Remy: Based on a True Story | — | — | — | — | US90 (5 Wo.)US | Erstveröffentlichung: 9. Dezember 2004                                            |
| 2016 | All the Way Up Plata o Plomo                                                                 | — | — | — | UK— GoldUK | US27 ×3Dreifachplatin · (20 Wo.)US | Erstveröffentlichung: 2. März 2016 mit Fat Joe feat. French Montana               |
| 2017 | I Don’t (Remix) –                                                                            | — | — | — | — | US89 (1 Wo.)US | Erstveröffentlichung: 3. Februar 2017 Mariah Carey feat. YG & Remy Ma             |

Weitere Veröffentlichungen
- 2000: Unstoppable
- 2001: Remy Ma
- 2002: Monster (feat. Swizz Beatz)
- 2004: Yeah, Yeah, Yeah
- 2005: Most Known Unknown mit Three 6 Mafia
- 2006: Dedication II (feat. Lil Wayne)
- 2006: Where da Cash At
- 2006: Feel so Good (feat. Ne-Yo)
- 2007: The Time Is Now
- 2007: Fresh
- 2015: Hands Down (feat. Yo Gotti & Rick Ross)
- 2016: Money Showers (feat. Ty Dolla Sign & Fat Joe)
- 2016: FAB. (mit JoJo)
- 2016: Push It (O.T. Genasis feat. Remy Ma & Quavo, US: Gold)
- 2017: SheTher (Nicki Minaj Disstrack)
- 2017: Another One (Nicki Minaj Disstrack)
- 2017: You (feat. Keyshia Cole & French Montana)

## Auszeichnungen
- 2005: BET Awards – Beste Hip-Hop-Künstlerin